# Martin von Wegnern
Martin Georg Anton von Wegnern (* 5. Mai 1855 in Königsberg, Ostpreußen; † 19. November 1897 in Bückeburg) war ein deutscher fürstlich schaumburg-lippischer Staatsminister.

## Leben
Martin von Wegnern war von 1882 bis 1889 Landrat des Landkreises Hünfeld. Von 1886 bis 1887 war er zudem Mitglied des Kommunallandtages Kassel und des Provinziallandtages der Provinz Hessen-Nassau. Im Jahr 1889 wechselte er als Landrat zum Landkreis Oschersleben. Zuletzt war er schaumburg-lippischer Wirklicher Geheimer Rat und Staatsminister.
Er entstammte einer ursprünglich auf ihrem Besitz Osterweddingen (Provinz Sachsen) ansässigen, aber bereits im 16. Jahrhundert nach Königsberg (Preußen) umgesiedelten und dort im Jahr 1635 in den polnischen Adelsstand erhobenen und mit der Verleihung des preußischen Indigenats versehenen Familie. Er war der Sohn des königlich preußischen Wirkl. Geh. Oberregierungsrats Anton von Wegnern (1809–1891), zuletzt Regierungspräsident in Bromberg, und der Elma Biegon von Czudnochowski (1818–1900).
Wegnern heiratete in erster Ehe am 6. November 1882 in Kassel Louise Rieß von Scheuernschloß (* 29. April 1860 in Dillich; † 16. Oktober 1883 in Hünfeld). In zweiter Ehe heiratete er am 22. September 1885 in Wehrda Fanny Freiin von Stein zu Nord- und Ostheim (* 10. September 1864 in Wehrda; † 29. August 1944 in Wernburg). Mit seinen beiden Söhnen Rudolf und Hans Henning, beide gefallen im Jahr 1915, ist das Adelsgeschlecht im Mannesstamm erloschen.
1874 wurde Martin von Wegnern Mitglied des Corps Normannia Königsberg und des Corps Saxonia Göttingen.